# 尚柏朗過濾器
尚柏朗過濾器，或稱巴士德-尚柏朗過濾器，是由查理斯·尚柏朗於1884年發明的陶瓷製濾水器。其原理和伯克菲尔德过滤器类似。

## 設計

尚柏朗過濾器概要圖

该过滤器由陶瓷制的内外管构成。内管为未上釉的陶瓷（素瓷），外管为上釉的陶瓷。外管连接入水口，内管内部包含一个带有许多小孔的金属管，作为出水口，水从这些小孔流出。入口压力将水压入内管从而达到过滤效果。

## 过滤等级
从L1到L13共有13个过滤等级。过滤能力随着数字增加而增强。

## 作用
同其它陶瓷过滤器一样，尚柏朗過濾器是良好的細菌濾水器，适用于大流量过滤。随着入口压力增大，过滤效率提高。但同其它同类过滤器一样，该过滤器也不能隔絕病毒、支原體等細小粒子。尚柏朗過濾器经常被用来过滤液态培养基中的有机体，从而获得细菌毒素。